# Pietro Girolamo Guglielmi
Pietro Girolamo Guglielmi (ur. 4 grudnia 1694 w Jesi, zm. 15 grudnia 1773 w Rzymie) – włoski duchowny katolicki, kardynał, prefekt Świętej Kongregacji ds. Dyscypliny Zakonnej.

## Życiorys
24 września 1759 Klemens XIII wyniósł go do godności kardynalskiej. Wziął udział w konklawe wybierającym Klemensa XIV. W latach 1768–1770 był Kamerlingiem Świętego Kolegium Kardynałów.